# Martvili (plaats)
Martvili (Georgisch: მარტვილი, voormalige namen Tsjkondidi, Gegetsjkori) is een stad in het westen van Georgië met 3.980 inwoners (2024), gelegen in de regio Samegrelo-Zemo Svaneti aan de linkerzijde van de rivier Abasja. Het ligt 30 kilometer ten noordwesten van Koetaisi en is het bestuurlijke centrum van de gelijknamige gemeente. De stad was gedurende de middeleeuwen een klerikaal centrum en heeft een groot klooster.

## Geschiedenis

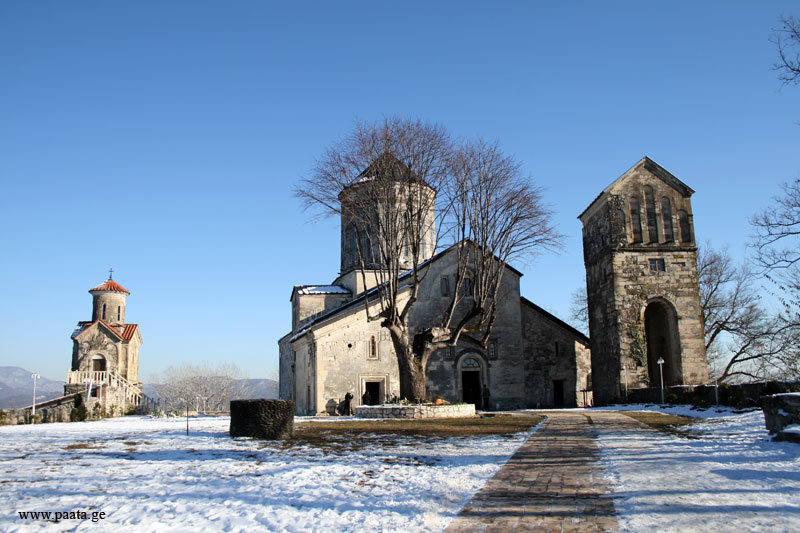
Martvili Tsjkondidi kathedraal

De oude naam van Martvili is Tsjkondidi, maar de nederzetting werd in het verleden ook wel naar het Martvili-klooster genoemd. Matvili lag in het vorstendom Mingrelië. Na de annexatie door Russische Rijk kwam het dorp in de bestuurseenheid oejezd Senaki van het gouvernement Koetais te liggen en werd het een bestuurlijk centrum van een van de gemeentelijke districten in het oejezd.

### Gegetsjkori
Bij de bestuurlijke herindelingen van de Sovjet-Unie werd in 1930 het rajon Martvili geïntroduceerd, waarmee Martvili districtscentrum werd. In 1936 werd Martvili omgedoopt in Gegetsjkori (Russisch: Гегечкори; Georgisch: გეგეჭკორის), naar de Georgische revolutionair en bolsjewiek Aleksi (Sasja) Gegetsjkori (1887-1928), die in Martvili het gymnasium volgde.
In 1956 kreeg Gegetsjkori de status 'nederzetting met stedelijk karakter' (daba) en in 1982 de status van stad. Tijdens de Sovjetperiode waren er thee-, conserven-, kaasboter-, wijn-, houtverwerkingsfabrieken en een pluimveeboerderij. In 1985 werd een kabelbaan geopend van het stadscentrum naar het Martvili-klooster en medio 1990 werd de naam Martvili hersteld.

## Geografie
Martvili ligt op een hoogte van ongeveer 190 meter boven zeeniveau langs de linkeroever van de rivieren Intsjchia en Abasja, die ten zuiden van Senaki in de Techoeri uitmondt. Vier kilometer ten noorden van de stad snijdt de rivier zich via een kalksteen-kloof door een zuidelijke uitloper van het Egrisigebergte. Dit is een van de toeristische trekpleisters van de regio. 

## Demografie
Begin 2024 had Martvili 3.980 inwoners, en kent het een langjarige daling van inwoners. De bevolking van Martvili bestond volgens de volkstelling van 2014 vrijwel geheel uit Georgiërs (99,6%).
| Aantal                                                           | 1.514 | 1.660 | 5.062 | 2.984 | 3.156 | 6.036 | 5.609 | 4.425 | 4.203 | 3.980 |
| Verantwoording data: Bevolkingsstatistiek Georgië 1897 tot heden |       |       |       |       |       |       |       |       |       |       |

## Bezienswaardigheden
In Martvili en directe omgeving zijn enkele bezienswaardigheden zoals het middeleeuwse klooster met kathedraal op een heuvel boven de stad, dat bereikbaar is met een kabelbaan, en de Martvili-kloof.

## Vervoer
Martvili is goed bereikbaar vanaf de steden Senaki, Samtredia en Koetaisi gelegen langs de centrale Georgische hoofdweg S1 en via regionale hoofdroutes. De dichtstbijzijnde treinstations zijn in Senaki en Samtredia, en het dichtstbijzijnde vliegveld is de internationale luchthaven Koetaisi (40 kilometer).

## Stedenbanden
Martvili heeft stedenbanden met:
- Ardeşen, Turkije (sinds 2016)
- Bojarka, Oekraïne (sinds 2019)[10]
- Czarnków, Polen (sinds 2016)
- Njasvizj, Wit-Rusland (sinds 2019)
- Odolanów, Polen (sinds 2017)

## Sport
De stad is sinds 1955 thuisbasis van de landelijk spelende voetbalclub Merani Martvili.

## Geboren
- Evgeni Gegetsjkori (1882-1954), politicus, buitenlandminister van de Democratische Republiek Georgië.